# Dorpsstraat 116 (Nieuwe Niedorp)

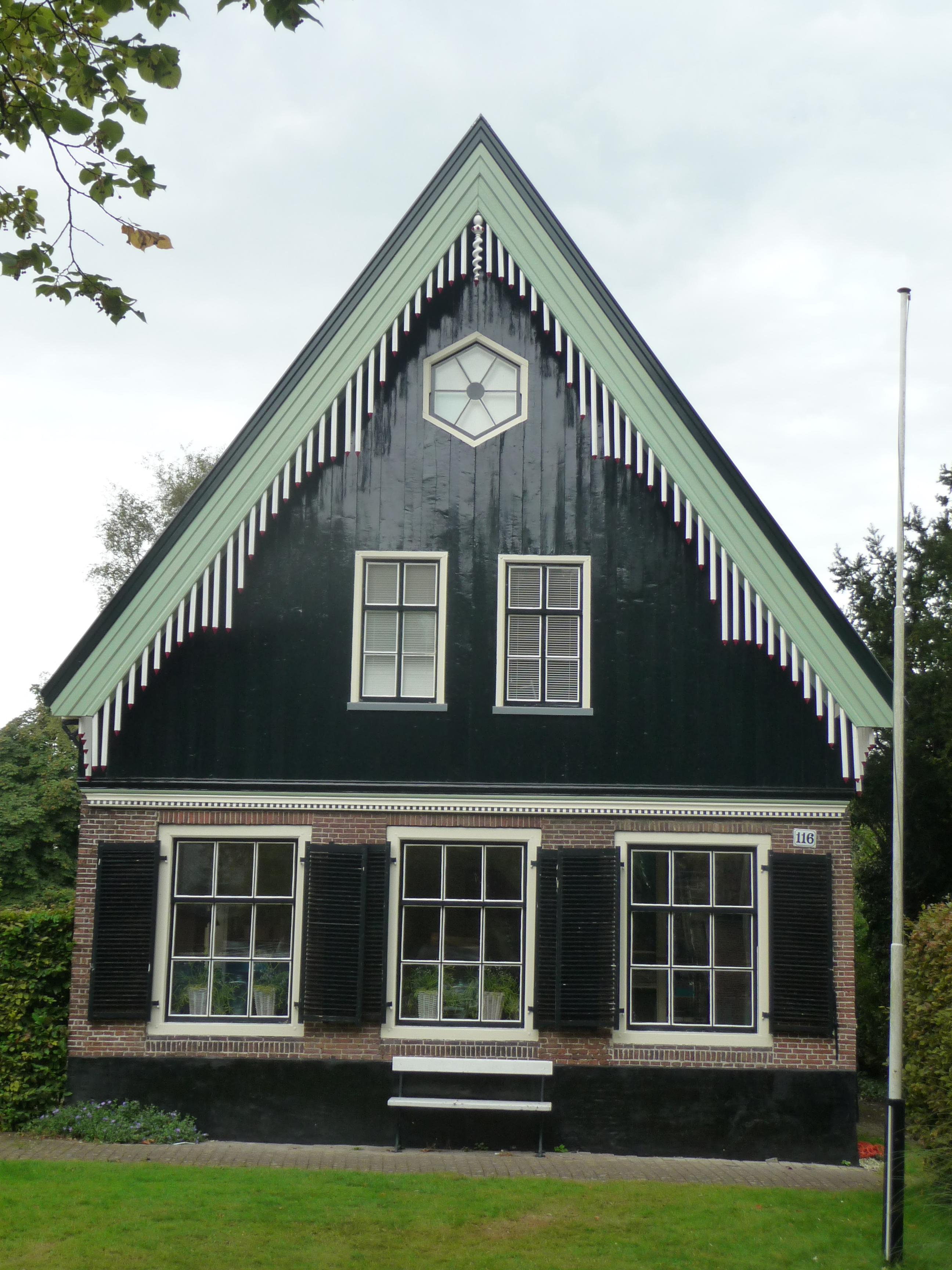
Voorgevel van het woonhuis

Het woonhuis aan de Dorpsstraat 116 is een rijksmonument uit Nieuwe Niedorp. Het pand is gebouwd in 1686 en daarmee een van de oudste gebouwen uit het dorp. De gevel wordt gekenmerkt door een fraai versierde houten top. Het gebouw werd jarenlang bewoond door apothekers en rijksontvangers. Tegenwoordig dient het perceel als woonhuis. 

## Geschiedenis

### Apothekerswoning
Van oorsprong werd het pand gebouwd als woonhuis. In de late 18e en begin 19e eeuw waren er diverse chirurgijns en apothekers gehuisvest. Zo was de woning tot 1783 eigendom van chirurgijn H. van Aken. In 1789 werd het pand gekocht door A. Abelsz, een chirurgijn uit Amsterdam. In 1803 verkocht Chirurgijn W. Snijders de woning op zijn beurt weer door aan J.C. Broers. Vermoedelijk had de heer Broers een medicijnenwinkel. Zijn jongere broer, J. broers, was namelijk apotheker en geneeskundige van beroep.

### Huisvesting voor rijksontvangers
In 1866 werd de woning aan de dorpsstraat 116, toen in bezit van de gemeente, verruild met een kadaster van de Hervormde Gemeente. Hiervoor diende dorpsstraat 116 enige tijd als huisvesting voor de rijksontvangers (belastingambtenaren).

### Tijdelijke pastorie
Na de ruil kwam het pand en de bijbehorende tuin in bezit van de Hervormde Kerk uit Nieuwe Niedorp. De kerk had zijn zinnen gezet op de tuin. In 1867 begonnen zij met de bouw van een nieuwe pastorie. Totdat deze pastorie gereed was, diende het inmiddels 200 jaar oude woonhuis als tijdelijke pastorie voor de lokale dominee. 

### Verkocht voor afbraak
10 december 1867 werd de woning aan Dorpsstraat 116 gekocht voor afbraak door timmerman K. Klaij. Het pand werd echter nooit afgebroken en de oorspronkelijke functie als woonhuis werd hersteld.

### Allerlaatste ophaalbrug
Voor de woning stond een ophaalbrug. Dit was de laatste ophaalbrug van het dorp en deze werd in 1954 afgebroken.

## Geraadpleegde literatuur
- Stichting Historisch Niedorp, Informatieblad nummer 73, p.33 t/m 40
- Rijksdienst voor het Cultureel Erfgoed: Informatie over rijksmonumentnummer
- Regionaal Archief Alkmaar, fotoarchief - Catalogusnummer: RAA003011092